# Лајонел Фајнингер
Лајонел Фајнингер (енгл. Lyonel Feininger; Њујорк, 1871 — 1956) био је амерички сликар и графичар немачког порекла.
Његов син је Андреас Фајнингер, амерички сликар и фотограф. Од 1887. студирао је сликарство на Академијама у Хамбургу, Берлину и Паризу. Радио је најпре као карикатуриста за различите листове. Познанство са Матисом и Модиљанијем у Паризу (1906. године) окренуло га је сликарству а сусрет са Робертом Делонеом (1911. године) изграђивању карактеристичног стила. Године 1913. изложио је своје уметничке слике на позив Франца Марка заједно са Плавим јахачем у Берлинском јесењем салону. Од 1919. до 1933. године ради као предавач на Баухаусу. Пошто га је нова нацистичка власт уврстила у категорију дегенерисаних вратио се 1936. у САД.
Његова дела развијена из орфијског кубизма истичу се фосетираном површином слике и призматичним структурама. Типичне за његове оштре али ипак поетичне композиције су торњеви и бродски јарболи. Фајнингер је користио нежне, прозирне нијансе боја. Чувене су његове слике Халеа (1929 — 31) или сеоске цркве у Галмеради код Вајмара са високим торњем (1913). Као графичар стварао је пре свега дуборезе (од 1919) и бакрописе.